# 溫德格費爾魏爾湖

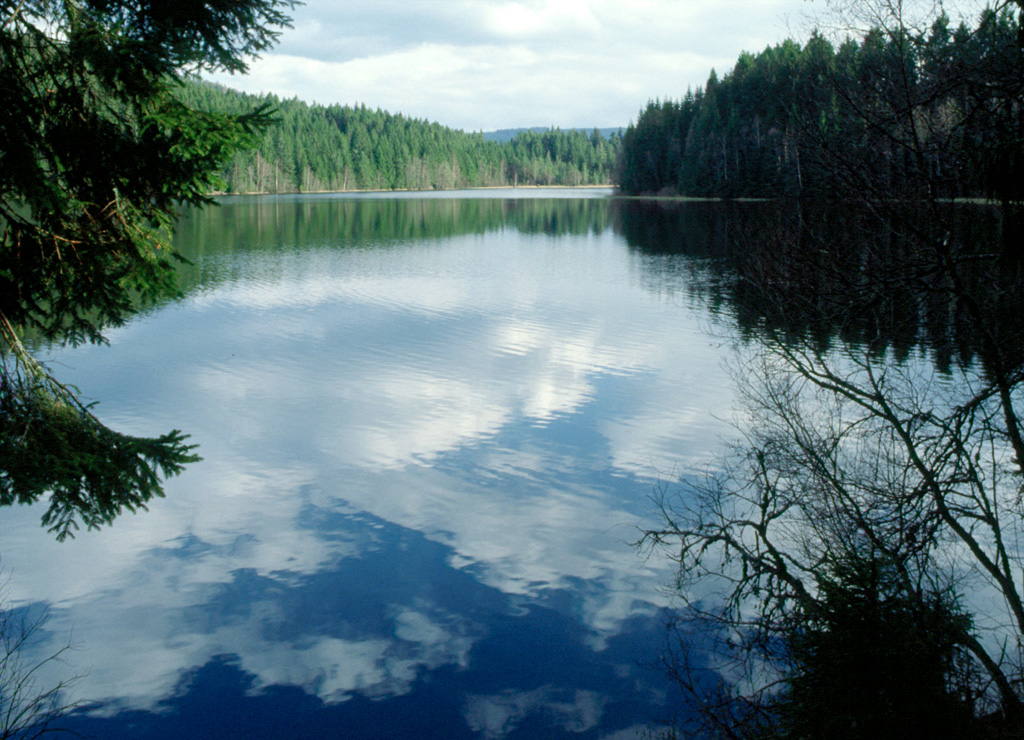

47°51′7″N 8°7′33″E / 47.85194°N 8.12583°E
溫德格費爾魏爾湖（德語：Windgfällweiher），位於德國西南部，由巴登－符騰堡州管轄，長0.7公里、闊0.4公里，面積0.2平方公里，海拔966米，最深6米。